# Übertragungstechnik
Als Übertragungstechnik werden die kommunikationstechnischen Verfahren bezeichnet, die in der physischen Schicht (Physical Layer) benutzt werden.

## Grundlagen
Die Übertragungstechnik ist ein Teilgebiet der Nachrichtentechnik und Kommunikationstechnik. Sie umfasst nur noch die Verfahren, die die analogen und digitalen Eigenschaften von Übertragungsmedien berücksichtigen. Ein wesentliches Fach beim Tonmeisterstudium heißt „Musikübertragungstechnik“, zu dem auch die Tonbearbeitung und die Schallwandlung gehört.
Ein übertragungstechnisches Netz liefert die Transportkapazität für Bitströme, die Anwendungen und Netze benötigen, die auf höheren Protokollschichten arbeiten. Zur Übertragungstechnik zählen auch spezifische Funktionen für Betrieb und Wartung (Operation and Maintenance).
Die Übertragungstechnik stellt den übergeordneten Schichten, der Multiplextechnik beziehungsweise der Vermittlungstechnik, definierte Dienste zur Verfügung. Multiplextechnik und Vermittlungstechnik sind dafür konzipiert, die von der Übertragungstechnik bereitgestellte Transportkapazität (Bandbreite) effektiv und ökonomisch auszunutzen: Die Multiplextechnik nutzt die Übertragungskapazität für mehrere Kanäle gleichzeitig. Das kann statisches Multiplexen sein wie bei PDH und SDH, oder dynamisches Multiplexen wie bei dem Zellmultiplexen von ATM oder dem Paket-Multiplexen des Routings. Die Vermittlungstechnik folgt einem anderen Prinzip: sie nutzt die Transportkapazität nicht gleichzeitig, sondern nacheinander: kurzzeitig wird die gesamte Transportkapazität eines Kanals jeweils für eine andere Verbindung benutzt und damit für Effizienz gesorgt.
Die Übertragungsschicht wird in einer schematischen Sicht in zwei übereinanderliegende Unterschichten aufgeteilt. Die unterste Unterschicht ist der PMD-Sublayer: sie ist vom Übertragungsmedium abhängig (PMD= Physical Medium Dependent). Die darüberliegende zweite Unterschicht ist der TC-Sublayer: (TC= Transmission Convergence). Sie stellt die Verfahren zur Verfügung, die von der nächsthöheren Kommunikationsschicht für ihre Multiplexaufgaben benötigt werden.

## Die PMD-Unterschicht
Die übertragungstechnischen Verfahren der PMD-Layer haben mit den physischen und elektrischen beziehungsweise optischen Eigenschaften des Übertragungsmediums zu tun. Übertragungsmedium ist zum Beispiel Koaxialkabel, Twisted-Pair, Glasfaser, Funk. Dazu gehören jeweils typische elektrische beziehungsweise optische Parameter wie Sendepegel, Frequenz, Wellenlänge etc. Außer den Eigenschaften des Übertragungsmediums sind natürlich die jeweiligen Anforderungen zu berücksichtigen: welche Reichweite soll erzielt werden, welche Bitrate soll übertragen werden. So hängt beispielsweise bei der optischen Übertragung über Glasfaser die Reichweite vom Sendepegel des optischen Senders ab. Billige Leuchtdioden sind für kurze Strecken völlig ausreichend, während für Fernstrecken teure Hochleistungs-Laserdioden verwendet werden.
Wird ein metallischer oder optischer Leiter verwendet, so kommt man meistens ohne Modulationsverfahren aus. Beim Funk ist es die Regel, dass Trägersignale digital moduliert werden. Frequenzumtastung (FSK), Quadraturphasenumtastung (QPSK), Quadratur-Amplitudenmodulation (QAM) sind gängige Übertragungstechniken für den Funk. Bei der Übertragungstechnik auf Kupferdoppeladern nutzt die relativ junge DSL-Technik Modulationsverfahren, um auf diesem geringwertigen Medium hohe Bitraten zu übertragen.
Als nächste Aufgabe sind von der Übertragungstechnik die zu erzeugende Signalform beim Sender und die Signalentzerrung beim Empfänger zu berücksichtigen, wofür eine passende Filtertechnik, wie sie zum Beispiel ein Bandpass ermöglicht, erforderlich ist. Außerdem muss es möglich sein, durch ein geeignetes Gleichlaufverfahren Sender und Empfänger zu synchronisieren: Die unvermeidlichen Effekte wie Rauschen, Jitter und Wander müssen so bemessen sein, dass Bitfehler und Bitschlupf unter der gewünschten Grenze liegen. Diese Funktionen werden gewöhnlich von einem Scrambler, einer Kanalcodierung und einer Taktrückgewinnung wahrgenommen.
Ein Scrambler verwürfelt das Signal durch rückgekoppelte Schieberegister so, dass keine langen 0- oder 1-Folgen entstehen, die relativ störanfällig sind oder auch eine ungewünschte Gleichstromkomponente im Signal bewirken könnten.
Bei elektrischen Signalen werden oft mehrstufige Leitungscodes verwendet: beispielsweise der in Deutschland im ISDN verwendete 4B3T-Code, bei dem jeweils vier Bits auf drei ternäre Signalelemente (= mit jeweils drei Spannungsstufen) abgebildet werden. Optische Signale verwenden nur zweistufige (Licht an/aus) Leitungscodes. Zum Beispiel wandelt der 5B6B-Code fünf Eingangsbits in sechs Ausgangsbits. Handelt es sich um eine störanfällige Übertragungsstrecke, kann dem Signal noch Redundanz (Informationstheorie) hinzugefügt werden, die eine Fehlerkorrektur beim Empfänger erlaubt. Beim Funk werden hierfür gerne die leistungsfähigen Reed-Solomon-Codes verwendet.
Ein einfacher Weg, eine Taktrückgewinnung zu realisieren, ist eine PLL-Schaltung (Phase Locked Loop), die das gefilterte Empfangssignal verwendet. Erheblich schwieriger ist die Aufgabe, den Empfänger auch bei Ausfall des Empfangssignals über längere Zeit synchron zum Sender zu halten, wie es für die SDH-Technik erforderlich ist.
Funktionen für Betrieb und Wartung sind in der PMD-Sublayer nur wenige definiert, und auch nur für einzelne Übertragungstechniken:
Ethernet beispielsweise kennt das Jabber-Signal, mit dem eine Fehlersituation signalisiert wird.
Codes gehorchen einer bestimmten Bildungsregel. Gezielte Verletzungen dieser Bildungsregel können vom Sender benutzt werden, um dem Empfänger OAM-Informationen zu übermitteln. Dieses Verfahren wird zum Beispiel beim ISDN-Basisanschluss (UK0-Schnittstelle) verwendet.
Wiederum eine andere Möglichkeit sind Hilfsträger: Wird die Kanalcodierung so gewählt, dass das Frequenzspektrum bei niedrigen Frequenzen gering ist, kann dort ein weiteres Trägersignal untergebracht werden, auf den die OAM-Funktionen aufmoduliert werden.

### Topologie und Signalausbreitung
Die verschiedene Übertragungsmedien sind mitunter nicht für alle möglichen Netzwerk-Topologien geeignet.
In einem kabelgebundenen Netz breitet sich das Signal entlang des Kabels aus, also im Wesentlichen linear. Dagegen können Funkwellen in der Erdatmosphäre sich je nach Antennen-Bauweise kugelförmig, oder im Wesentlichen flächig oder sogar nur in eine bestimmte Richtung (also weitgehend linear – siehe Richtfunk) ausbreiten.
Auch kann das Übertragungsverfahren geeignet oder ungeeignet für ein „shared Medium“ sein: Bei Funkwellen kann jeder Empfänger „mithören“, ohne andere Empfänger zu stören – das Medium eignet sich für eine Bus-Topologie. Bei einem Lichtwellenleiter ist es meist nicht möglich, ein Signal „zwischendrin“ auszukoppeln – hier wird meist eine Punkt-zu-Punkt-Kommunikation verwendet; das Medium eignet sich für vermaschte Topologien.

## Die TC-Unterschicht
Die TC-Unterschicht stellt die Funktionen zur Verfügung, die die Multiplextechnik braucht. Vom Sender wird gewöhnlich ständig ein Signal gesendet, um den Empfänger bitsynchron zu halten, auch wenn es keine Nutzinformationen zu übertragen gibt. Aufgabe der TC-Unterschicht ist es nun, Hilfsmittel zur Verfügung zu stellen, um dem Empfänger zu signalisieren, dass ein Block von Nutzinformation beginnt, und es sich nicht um Leerinformation handelt.
Sowohl in der PDH-Technik als auch in der SDH-Technik werden dazu so genannte Rahmen verwendet. Die Rahmen enthalten die Nutzinformation. Durch ein bestimmtes Rahmenkennungssignal wird dem Empfänger der Beginn des Rahmens signalisiert, der im festen Takt von 125 µs gesendet wird.
Ethernet und ATM dagegen kennen keinen festen Rahmentakt und müssen daher andere Techniken verwenden, um dem Empfänger die Unterscheidung von Nutzinformation, die in Frames beziehungsweise Zellen übertragen wird, und von Leerinformation zu ermöglichen.
In der TC-Schicht sind wiederum Möglichkeiten vorgesehen, OAM-Informationen zur Gegenseite zu übertragen. Bei PDH und SDH gibt es hierfür den so genannten Rahmen-Overhead, das heißt eine Anzahl von Bits beziehungsweise Bytes an definierten Stellen des Rahmens, in dem sie übertragen werden. Ethernet überträgt einige Informationen an definierten Stellen des Frames, ATM kennt spezialisierte OAM-Zellen.

## Einrichtungen und Geräte
Übertragungstechnologien sind die technische Grundlage von Diensten, die für die Individualkommunikation benutzt werden:
- Netzwerke:
  - Grundbegriffe: Telekommunikationsnetz – Verteilnetz – Datennetz
  - öffentliche Netzwerke: Telefonnetz – ISDN – POTS – BTX – Datex-J/P/L/M
  - private Netzwerke: Telefonanlagen – Centrex
  - lokale Netze: Ethernet, Token Ring, Token Bus, FDDI, WLAN, ARCNET
  - Kabelgebunden: Kabelnetz – Breitbandkommunikation
  - mit Funktechnik: Rundfunksender, Richtfunk, Mobilfunk, Amateurfunk, CB-Funk, Verkehrsfunk, HD-MAC, HDTV, GSM, Satellit
  - Computernetzwerk: Internet, Mailbox (Computer), MBone, 6Bone, PAN, WAN, MAN
- Übertragungsverfahren und -medien: ATM, DSL/ADSL/HDSL, Powerline Communication (PLC), Glasfaser, WLAN, ATM-Luftschnittstelle, …

Sonstiges:
- Steckverbinder, Kabeladapter
- Antennen
- Verstärker
- Analog-Digital-Umsetzer, Codec, Transceiver
- Repeater
- Modem